# 朱光亚

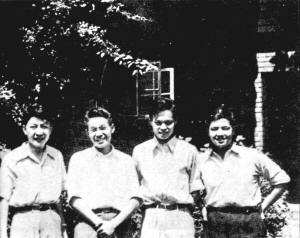
朱光亚（左一）、张文裕（左二）、杨振宁（左三）、李政道（右一）, 1947年

朱光亚（1924年12月25日—2011年2月26日），湖北汉阳人，生于湖北宜昌，中国共产黨、中华人民共和国政治人物，原副国级领导人。中国核物理学家，曾任中国科学院学部委员、中國工程院院長，中国科学技术协会名誉主席、主席，中国工程院院长、党组书记，中国人民政治协商会议第八届、九届全国委员会副主席，两弹一星功勋奖章获得者。

## 生平
1941年考入國立中央大學物理系，1942年夏转入西南联合大学物理系，1945年毕业。后获美国密歇根大学物理学博士学位。
1950年春回国。回国后，担任北京大学物理系副教授。1953年1月，全国院校调整，调往东北人民大学（现吉林大学）任教授。1956年，参与筹建近代物理研究室（1957年划归北京大学），担负起为中国培养第一批原子能专业人才的重任。
1957年后从事核反应堆的研究工作，与邓稼先等负责并领导中国原子弹、氢弹。文革期間一度住在賓館，因北京的家中常被紅衛兵光顧，後來當局派人保衛倖免於難，他的研制工作得以繼續。1980年当选为中国科学院学部委员（院士）。
1994年被增補為全國政協副主席，同年中國工程院成立，出任中国工程院首任院長。
2011年2月26日10时30分因病在北京逝世，享年87岁。

## 社会兼职
曾任中国共产党第九届、十届中央候补委员，第十一届、十二届、十三届、十四届中央委员，第三届、四届、五届全国人民代表大会代表，中国核学会第一届、二届理事会副理事长，第三届、四届名誉理事长，国务院学位委员会副主任，国家自然科学基金委员会委员、国家自然科学基金委员会杰出青年基金评选委员会主任。
1986年6月，中国科学技术协会第三次全国代表大会在北京召开，选举产生第三届全国委员会。6月28日，第三届全国委员会第一次会议召开，推举其担任副主席。1995年5月，中国科学技术协会第四次代表大会召开，并选举产生第四届全国委员会。5月27日，第四届全国委员会第一次会议召开，其被选为主席。1996年5月担任中国科学技术协会名誉主席。

## 奖项和荣誉
获1985年度国家科技进步奖特等奖。1999年9月被中共中央、国务院、中央军委授予“两弹一星功勋奖章”。
2004年12月，为表彰朱光亚对中国科技事业特别是原子能科技事业发展做出的杰出贡献，国际小行星中心和国际小行星命名委员会批准将中国国家天文台发现的、国际编号为10388号小行星正式命名为“朱光亚星”。

## 评价
官方评价朱光亚是“中国共产党的优秀党员，忠诚的共产主义战士，杰出的科学家，我国核科学事业的主要开拓者之一”。